# Honey Nway Oo
Honey Nway Oo (en birmano: ဟန်နီနွေဦး; 19 de marzo de 1999) es una exactriz birmana y actual oficial de la Fuerza Armada Estudiantil (SAF). Inicialmente trabajando en la actuación, se opuso abiertamente a las Fuerzas Armadas de Birmania (Tatmadaw) luego del golpe de Estado en Birmania de 2021 y dejó su carrera como actriz para unirse a las SAF; se emitió una orden de arresto contra ella. Honey ha sido considerada como una de las revolucionarias más destacadas de Birmania y, a menudo, se la llama la «niña del pueblo» por su papel en los movimientos contra el golpe.

## Primeros años y educación
Honey Nway Oo nació el 19 de marzo de 1999 en Rangún. Terminó su educación primaria y superior en Yangon. Luego pasó a estudiar en la Universidad de Idiomas Extranjeros de Rangún (YUFL), donde obtuvo una licenciatura en idioma alemán en 2020. Fue elegida como la «reina de la belleza» en su primer año en la universidad. En 2018, fundó el primer equipo de fútbol YUFL y fue su capitana.

## Carrera de actuación
Mientras estudiaba alemán en YUFL, Honey comenzó a modelar para revistas locales y videos musicales en 2019. Apareció en más de 20 comerciales de televisión, y fue embajadora de marca de OPPO. Hizo su debut actoral en un papel principal en la película Yangon In Love del 2020. Participó en la organización sin fines de lucro Care Teen, que brinda útiles escolares y servicios de salud y educación a niños de escasos recursos.

## Carrera como rebelde
A raíz del golpe de Estado en Birmania de 2021, Honey organizó protestas contra el golpe y huyó a la jungla. Ella, junto con varias otras celebridades, fue acusada de llamar a la participación en el Movimiento de Desobediencia Civil (MDL), dañar la capacidad de gobierno del estado, apoyar al Comité Representante de la Asamblea de la Unión y, en general, incitar a la gente a perturbar la paz y la estabilidad de la nación. El 3 de julio de 2021, las fuerzas militares llegaron a la casa de su familia en el municipio de Lanmadaw y colocaron un aviso declarando que la junta la había confiscado. Más tarde, Honey se unió a un grupo de resistencia, la Fuerza Armada Estudiantil y actualmente se desempeña como oficial superior. Durante la ceremonia de graduación de entrenamiento militar, recibió el premio de puntería de las SAF.